# Moški ne jočejo
Moški ne jočejo (v izvirniku, bosansko Muškarci ne plaču) je bosansko-slovensko-hrvaško-nemški film bosanskega režiserja Alena Drljevića, po resničnih dogodkih, posnet leta 2017. Gre za ganljivo zgodbo skupine moških veteranov z vseh delov nekdanje Jugoslavije, ki obravnava teme vojne, življenja po vojni, travm, narodne identitete, predsodkov, odpuščanja, izgube, mačizma, etničnih razprtij, zamer... 

## Vsebina
Gre za zgodbo vojnih veteranov iz različnih držav nekdanje Jugoslavije, ki jih skoraj dve desetletji po koncu jugoslovanskih vojn na terapevtsko delavnico v odmaknjenem gorskem hotelu poveže humanitarna mirovna organizacija, da bi se spopadli s svojimi travmatičnimi izkušnjami. A v naelektrenem ozračju, polnem predsodkov, nezaupanja, sovraštva in zamer, lahko vsaka nepremišljena beseda ali napačen pogled znova sprožita konflikt. Tako nekdanji vojaki, ki se trdno držijo svoje temeljne moškosti in lastnih predsodkov, zavrnejo razkritje nečlovečnosti dogodkov, ne glede na to, ali so jih storili oni ali drugi. Film je predvsem  zgodba o tem, da moramo najprej oprostiti sebi, šele potem bomo lahko oprostili tudi drugim.

## Zasedba

### Ustvarjalska zasedba
- režija Alen Drljević
- scenarij Alen Drljević, Zoran Solomun
- fotografija Erol Zubčević
- montaža Vladimir Gojun
- producenta Damir Ibrahimović, Jasmila Žbanić
- produkcija Deblokada
- koprodukcija Iridium Film, Živa produkcija, Manderley Films,
- distribucija v Sloveniji 2i Film

### Igralska zasedba
- Boris Isaković
- Leon Lučev
- Emir Hadžihafizbegović
- Sebastian Cavazza
- Ermin Bravo
- Boris Ler
- Ivo Gregurević
- Primož Petkovšek
- Jasna ÐuričićIzudin Bajrović

## Nagrade in festivali
- Posebna nagrada žirije in nagrada Europa Cinemas Label – Karlovi Vari
- Nagrada FIPRESCI – LIFFe
- Najboljša manjšinska koprodukcija – FSF, Portorož
- Nagrada mladega občinstva – Sarajevo.
- Najboljši igrani film – Zagreb
- Najboljši igrani film – Bratislava
- Najboljši igrani film – MedFilm, Rim
- Nagrada za najboljšo moško vlogo (igralski ansambel) – Hercegnovi
- Najboljši mednarodni film – Göteborg
- Uradni kandidat Bosne in Hercegovine za oskarja v kategoriji najboljši tujejezični film